# Жонсник (гмина)
Жонсник (пол. Rząśnik) — сельская гмина (уезд) в Польше, входит как административная единица в Вышкувский повет, Мазовецкое воеводство. Население — 6616 человек (на 2004 год).

## Демография
| Перепись                       | Всего   | Всего | Женщины | Женщины | Мужчины | Мужчины |
| ------------------------------ | ------- | ----- | ------- | ------- | ------- | ------- |
| Единицы                        | человек | %     | человек | %       | человек | %       |
| Население                      | 6616    | 100   | 3269    | 49,4    | 3347    | 50,6    |
| Плотность населения (чел./км²) | 39,5    | 39,5  | 19,5    | 19,5    | 20      | 20      |

## Сельские округа
1. Белино
2. Домброва
3. Голысток
4. Гронды-Полевне
5. Гродзично
6. Яново
7. Юзефово
8. Коморово
9. Нова-Весь
10. Нове-Велёнтки
11. Новы-Любель
12. Нуры
13. Охудно
14. Осины
15. Острувек
16. Плевица
17. Пожондзе
18. Рогузьно
19. Жонсник
20. Стары-Любель
21. Велёнтки
22. Велёнтки-Фольварк
23. Винцентово
24. Воля-Полевна
25. Вулька-Фольварк
26. Вулька-Любельска
27. Вулька-Пшекоры
28. Вулька-Войцехувек

## Соседние гмины
1. Гмина Браньщик
2. Гмина Длугосёдло
3. Гмина Обрыте
4. Гмина Жевне
5. Гмина Сомянка
6. Гмина Вышкув
7. Гмина Заторы